# Поводимово
Поводи́мово (рос. Поводимово, ерз. Поводвеле) — село у складі Дубьонського району Мордовії, Росія. Входить до складу Поводимовського сільського поселення.

## Населення
Населення — 2327 осіб (2010; 2581 у 2002).
Національний склад (станом на 2002 рік):
- ерзяни — 93 %